# Covenant (banda)
Covenant é uma banda da Suécia com música que compreende uma mistura entre synthpop e electronic body music. A banda é composta de Eskil Simonsson, Daniel Myer e Joakim Montelius. Eles vêm lançando suas músicas desde os anos 90.

## História
No final dos anos 70 e começo dos 80, música eletrônica e diversos subgêneros se tornaram um gênero musical popular entre a cultura underground europeia. Ganhou popularidade principalmente nas cidades maiores e eventualmente nas regiões mais distantes. Esta nova onda musical foi descoberta em diferentes instâncias por um grupo de amigos residentes em Helsingborg, um município do oeste da Suécia. Eskil Simonsson, Joakim Montelius, e Clas Nachmanson, três adolescentes com mútuas e juvenis curiosidades pela ciência, filosofia e matéria de existência, foram imptressionados pela apresentação única e conteúdo emocional através da música, especificamente de bandas como Kraftwerk, The Human League, e pioneiros da EBM Front 242 e Nitzer Ebb.
Os amigos levaram esta fascinação consigo para a vida universitária em Lund, um município próximo a Helsingborg. Entre seus deveres acadÊmicos e discussão de assuntos mundanos, eles montaram um pequeno estúdio de gravação no quarto de Nachmanson e começaram a experimentar suas próprias composições musicais. Em 1989, o nome "Covenant" foi selecionado pelo grupo, derivado do laço espiritual que o trio diz compartilhar.
Como Covenant, os três produziram sua primeira faixa lançada publicamente, "The Replicant", por convite da gravadora sueca Memento Materia. "The Replicant" foi lançado em uma coletânea musical em 1992, e a fmúsica impressionou os executivos da gravadora, incentivando-os a pedir por um álbum completo. Em 1994, o grupo compilou músicas o suficiente para o lançamento do álbum, que tornou-se Dreams of a Cryotank. Dreams foi bem recebido tanto pela crítica quanto pelos fãs, e com seu sucesso, os amigos decidiram levar os seus esforços musicais adiante e mais a sério. Arranjaram mais equipamento, realocaram seu estúdio, e se comprometeram a realizar turnês.
Em 1995, Covenant apresentou-se em um festival na Alemanha por pedido da Off-Beat Records. A banda impressionou o representante, que assinou um contrato de gravação com eles no dia seguinte. Entusiasmados pela prerspectiva de exposição, a equipe dedicaram mais de seu tempo a completar um novo álbum, que tornou-se Sequencer em 1996.
Com Sequencer, a banda buscou melhorar as fraquezas e defeitos que encontraram em Dreams combinando sequenciamento, melodias diversas e letras mais complexas. Tornou-se um clássico instantâneo na opinião de muitos observadores, alguns que declararam com convicção ser este "o melhor álbum de electronica da década." Ele seria relançado numerosas vezes ao redor do mundo.
Mais tarde naquele ano, a gravadora 21st Circuitry em São Francisco concordou em distribuir os álbuns de Covenant nos Estados Unidos, expandindo o alcance da banda no processo. Como resultado, o grupo criou o EP Theremin em 1997 especificamente para um lançamento americano e começaram a marcar turnês ao redor dos Estados Unidos e Canadá.
O terceiro álbum completo do trio, Europa, debutou em 1998. Europa levou o tipo de música agressiva e por vezes distorcida de Covenant aos domínios do synthpop, marcando o início de uma evolução gradual no som coletivo da banda. Em 1998, eles processaram o grupo norueguês de black metal The Kovenant (então conhecida como Covenant) pelos direitos do nome, argumentando que eles tiveram o nome antes. A banda norueguesa mudou seu nome, permitindo a ambos os grupos continuar com poucos problemas.
Covenant passou o ano de 1999 em turnês, mudando de gravadora e preparando-se para o próximo álbum. A Off-Beat Records saiu do negócio, e dependent foi criada por antigos funcionários da Off Beat. Covenant juntou-se a Dependent. Em adição, o grupo foi contratado pela SubSpace Communications na Suécia, efetivamente terminando seu contrato com a Memento Materia. Enquanto isso, a 21st Circuitry encerrou operações, levando o trio a encontrar novo lar na América com a Metropolis Records. Pouco tempo depois, os três primeiros álbuns da banda e o EP Theremin foram relançados nos Estados Unidos sob o selo da Metropolis.
United States of Mind foi lançado em 2000, e com ele, as tendências de Covenant avançaram no synthpop. Um single chamado Der Leiermann, cantado na melodia da faixa do álbum Like Tears in Rain, foi uma versão de uma música alemã de mesmo nome, cantada inteiramente em alemão. Todas as outras músicas do Covenant possuem letras em inglês. A música originalmente era um poema de Wilhelm Müller, que foi transformada em música por Franz Schubert como parte do ciclo poético "Die Winterreise".
Um álbum ao vivo, Synergy, foi lançado mais tarde no mesmo ano. Ele possuía faixas dos quatro primeiro álbuns da banda tocadas em concerto. O grupo continuou com Northern Light em 2002, apresentado com um som mais frio e sombrio em comparação com seus lançamentos anteriores. Em outra transição de gravadoras, o lançamento europeu de Northern Light ficou a cargo da divisão Ka2 Sony Music, ao invés da Dependent ou Subuspace.
Mesmo continuando a produzir música em conjunto, o trio colocou-se a residir em países diferentes. Montelius reside em Barcelona, na Espanha, e Simonsson vive em Berlim. Nachmanson continuou a morar em Helsingborg.
Covenant lançou seu sexto álbum, Skyshaper, em Março de 2006 com uma recepção positiva. A banda apresentou-se na Europa antes do lançamento do álbum e realizou uma turnê nos Estados Unidos começando em Setembro de 2006.
Em Março de 2007, Covenant anunciou que Nachmanson não estaria se apresentando com o grupo em 2007. Seu substituto seria Daniel Myer, do Haujobb. Em uma entrevista com a revista Side-Line, Joakim Montelius disse que ele não tinha certeza se Clas iria continuar com o Covenant.
Em Outubro de 2007, o grupo lança um filme documentário In Transit em DVD. Contém material da turnê mundial e documenta as viagens da banda pela Europa, América do Norte, América do Sul e através da Rússia por um período de dezoito meses. A banda confirmou a partida de Clas no documentário..
Em Janeiro de 2011, Covenant lançou seu sétimo álbum de estúdio, Modern Ruin.

## Equipe

### Membros atuais
- Eskil Simonsson – vocais, composição, engenharia, letras, produção, sintetizador
- Joakim Montelius – Letras, composição, produção, sintetizador, vocais adicionais
- Daniel Myer – engenharia, produção, sintetizador, vocais adicionais (começou a apresentar-se em 2007, agora escrevendo e trabalhando no estúdio)

### Ex-membros
- Clas Nachmanson – engenharia, produção, sintetizador, vocais adicionais (deixou o grupo em 2007).

## Discografia

### Álbuns de estúdio
- Dreams of a Cryotank (Dezembro 1994)
- Sequencer (Maio 1996, Março 1997, 2ª ed.; Julho 1999, versão americana)
- Europa (Abril 1998)
- United States of Mind (Fevereiro 2000)
- Northern Light (Outubro 2002)
- Skyshaper (Março 2006)
- Modern Ruin (Janeiro 2011)
- Leaving Babylon (Setembro de 2013)

### Álbuns ao vivo
- Synergy (Novembro 2000)
- In Transit (Outubro 2007)

### Singles e EPs
- Figurehead (Outubro 1995)
- Stalker (Dezembro 1996)
- Theremin EP (1997)
- Final Man (Fevereiro 1998)
- Euro EP (Outubro 1998)
- It's Alright (Novembro 1999)

Um Single que foi lançado em vinil e limitado a 500 cópias.
- Tour De Force (Dezembro 1999)
- Dead Stars (Fevereiro 2000)
- Der Leiermann (Fevereiro 2000)

Lançado simultaneamente com o single Dead Stars na Alemanha.
- Travelogue (Fevereiro 2000)
- Call The Ships To Port (Agosto 2002)
- Bullet (Janeiro 2003)
- Ritual Noise (Janeiro 2006)
- Brave New World (Setembro 2006)
- Lightbringer (feat. Necro Facility) (Outubro 2010)[7]

### Outros lançamentos
- United States of Mind Limited Box (Fevereiro 2000)

Um boxset que incluiu United States of Mind e o single Travelogue.
- Synergy Limited Box (Novembro 2000)

Um boxset que incluiu Synergy, um livreto com imagens ao vivo e letras para cada música do Covenant lançada, uma entrevista com a banda em fita VHS, uma receita de Bloody Mary, e sete faixas gravadas ao vivo; limitado a 4000 cópias.
- Bullet DVD (Janeiro 2003)

Um DVD apresentando um videoclipe para a música "Bullet" com making of.
- Project Gotham Racing 4 Soundtrack (Novembro 2005)

A banda contribuiu com a faixa "20 Hz" do Skyshaper em uma coletânea que incluiu outros artistas de rock e eletrônica.
- Wir sind die Nacht Soundtrack (2001)

Música para uma cena do filme (também lançada na edição limitada do álbum de 2011 Modern Ruin).

### Videoclipes
- "Stalker" (1996)
- "Call the Ships to Port" (2002)
- "Bullet" (2002)
- "Happy Man" (2006)